# Parrainage citoyen
Le parrainage citoyen pour les élections est un mode de sélection des candidats où une candidature est validée lorsqu'un certain nombre de citoyens donnant leur accord à cette candidature est atteint. Par exemple, au Portugal, pays qui comporte en 2014 environ 10 millions d'habitants, une candidature à l'élection présidentielle est validée lorsqu'elle est approuvée par 7 500 électeurs. En Roumanie, pays comportant environ 20 millions d'habitants en 2014, il faut 200 000 électeurs pour qu'une candidature soit acceptée.
Le parrainage citoyen peut être conçu comme alternatif ou complémentaire du parrainage d'élus. Par exemple, en Slovaquie, une candidature aux élections présidentielles peut être approuvée soit par un minimum de 15 000 citoyens, soit par 15 députés du Conseil National.

## Europe
Les pays où les parrainages citoyens sont institués sont l'Autriche, la Bulgarie, la Finlande, l'Irlande, l'Islande, la Lituanie, la Pologne, le Portugal, la Roumanie, la Slovaquie et la Slovénie,.
| Pays      | Nombre minimal de citoyens pour valider une candidature (chiffres de 2012) | Population           | Nombre de candidats parrainés par les citoyens |
| --------- | -------------------------------------------------------------------------- | -------------------- | ---------------------------------------------- |
| Autriche  | 6 000                                                                      | 8 859 449 (en 2020)  |                                                |
| Finlande  | 20 000                                                                     | 5 527 000 (en 2020)  |                                                |
| Lituanie  | 20 000                                                                     | 2 731 464 (en 2020)  | 17 (en 2002), 5 (en 2004), 7 (en 2009)         |
| Pologne   | 100 000                                                                    | 38 282 325 (en 2020) | 12 (en 2000), 16 (2005)                        |
| Portugal  | 7 500                                                                      | 10 302 674 (en 2020) | Entre 1976 et 2011 : entre deux et six maximum |
| Roumanie  | 200 000                                                                    | 21 302 893 (en 2020) | 12 (en 2004), 12 (en 2009)                     |
| Slovaquie | 15 000                                                                     | 5 452 025 (en 2021)  |                                                |

### Exception française

#### Exemples européens
Philippe Blachèr, professeur de droit constitutionnel, indique que « dans les États européens qui pratiquent un mode de scrutin comparable » à l'élection présidentielle française (Autriche, Bulgarie, Finlande, Irlande, Lituanie, Pologne, Portugal, Roumanie, Slovaquie, Slovénie), « la sélection des candidatures est réglementée de façon plus simple : ce sont les parlementaires ou les électeurs qui soutiennent un candidat à la magistrature suprême », les deux types de parrainages pouvant coexister.

#### Objectif initial en 1962
Le système de « parrainage » avait pour objectif initial d'écarter les candidatures fantaisistes. En 1962, cent parrainages était nécessaire, nombre passé à 500 en 1976.

#### Emergence en 2007
En 2007, le concept de parrainage citoyen émerge dans la vie politique française. En effet, 5 ans après être arrivé au second tour de l'élection présidentielle de 2002, Jean-Marie Le Pen évoque sa difficulté à récolter 500 parrainages d'élus, et la possibilité qu'il ne soit donc pas présent aux élections présidentielles. Dans ce contexte, José Bové mentionne le concept de parrainage citoyen. Au lieu de 500 élus, une candidature à la présidentielle serait validée par un nombre minimum de citoyens, ce nombre minimum variant selon les propositions entre 150 000 et 1 300 000,,,.
Nicolas Sarkozy, lors de son mandat présidentiel, crée le Comité Balladur, qui doit réfléchir à une modernisation des institutions de la 5e République. Selon ce Comité, le parrainage par les élus est caduc, mais le parrainage par les citoyens présente des difficultés, notamment au niveau de la collecte et du contrôle des signatures.

#### La "commission Jospin" de 2012
La "commission Jospin", créée en 2012 par le président François Hollande et présidée par Lionel Jospin, appelée Commission sur la rénovation et la déontologie de la vie publique propose elle aussi de supprimer le parrainage des élus.
Elle propose officiellement qu'une candidature aux présidentielles puisse être acceptée si un nombre minimal de 150 000 citoyens la soutient. Christine Boutin, présidente du Parti chrétien-démocrate, Corinne Lepage, Nicolas Dupont-Aignan critiquent la proposition de parrainage citoyen, arguant que le nombre de 150 000 signatures est beaucoup trop élevé, et va provoquer une impossibilité de se présenter pour les « petits » candidats. Selon Christine Boutin, obtenir 150 000 parrainages de citoyens est impossible financièrement pour un petit candidat, car cela exigerait de passer 2 millions d'appels téléphoniques au hasard dans la société française. Nicolas Dupont-Aignan propose d'améliorer le parrainage existant, celui des élus, en le rendant anonyme, afin d'éviter les pressions. Marine Le Pen fait la même proposition. La proposition de la Commission Jospin concernant les parrainages n'a finalement pas été retenue par François Hollande.
Plus que le nombre de signatures, c'est la mise en œuvre concrète proposée par la Commission Jospin qui pose problème : envoyer un formulaire de parrainage à l'ensemble des électeurs inscrits juste après le décret convoquant aux élections, soit environ deux mois avant les élections, délai trop court pour que les candidats aient le temps de convaincre les électeurs de les parrainer.

#### Eclairage de François Bayrou
François Bayrou signale de plus qu'« il faudrait que le Conseil constitutionnel vérifie la véracité de centaines de milliers de signatures en un temps bien trop court. ». Mais Roselyne Bachelot, femme politique, ou encore le professeur de droit Dominique Rousseau, tous deux membres de la commission Jospin, ne pensent pas que le parrainage citoyen ait été rejeté pour un motif d'ordre technique. Roselyne Bachelot fait remarquer que le parrainage citoyen existe sans problème dans de nombreux pays européens, et Dominique Rousseau estime que la mise en place du parrainage citoyen relevait du « courage et des affaires politiques ».
Dans une lettre aux parlementaires en mars 2016, Jean-Luc Mélenchon s'insurge contre un projet de loi visant à modifier les règles de l’élection présidentielle. Il appelle les députés à y inclure le parrainage citoyen.

## Afrique
Début 2020, à l'occasion d'une réforme du Code électoral en Côte d'Ivoire, l'opposition indique souhaiter la mise en place d'un parrainage citoyen.